# Huey Lewis and the News
Huey Lewis and the News američki je glazbeni sastav iz San Francisca osnovan 1979.
Najveći uspjeh postigao je sredinom 1980-ih albumima Sports (1983.) i Fore! (1986.), s kojih su neki od njihovih najpoznatijih singlova: „I Want a New Drug”, „Stuck With You” te „Hip to Be Square”. Sastav je poznat i po hitu „The Power of Love” iz filma Povratak u budućnost iz 1985. Za glazbeni album istog filma snimili su još i skladbu „Back in Time”.
Skladbom „The Heart of Rock & Roll” sastav je osvojio nagradu Grammy za najbolji glazbeni spot 1985. Dobitnik je i nagrade Brit Awards kao najbolji strani sastav za 1986.

## Članovi sastava
Sastav trenutačno čine sljedeći članovi:
- Huey Lewis – vokal, usna harmonika
- Sean Hopper – klavijature, prateći vokal
- Bill Gibson – bubnjevi, udaraljke, prateći vokal
- Johnny Colla – ritam gitara, saksofon, prateći vokal
- Stef Burns – gitara, prateći vokal
- John Pierce – bas-gitara
- Marvin McFadden – truba, udaraljke, prateći vokal
- Rob Sudduth – saksofon, prateći vokal
- Johnnie Bamont – saksofon, truba, prateći vokal

Bivši članovi sastava su:
- Mario Cipollina
- Chris Hayes
- Ron Stallings

## Diskografija
Diskografiju sastava čini devet studijskih albuma, tri kompilacije te jedan koncertni album.
| - Huey Lewis and the News (1980.) - Picture This (1982.) - Sports (1983.) - Fore! (1986.) - Small World (1988.) - Hard at Play (1991.) - Four Chords and Several Years Ago (1994.) - Plan B (2001.) - Soulsville (2010.) - Weather (2020.) | - The Heart of Rock & Roll – The Best of Huey Lewis and The News (1992.) - Time Flies... The Best Of (1996.) - Greatest Hits & Videos (2006.) - Live at 25 (2005.) |

## Vanjske poveznice
- Službene stranice sastava